# Orkan Çınar
Orkan Çınar (Dortmund, 29 gennaio 1996) è un calciatore tedesco naturalizzato turco, centrocampista dell'Adanaspor.

## Caratteristiche tecniche
È un esterno destro.

## Carriera
È cresciuto nelle giovanili del Wolfsburg,
Ha esordito il 24 agosto 2014 con la maglia del Greuther Fürth nel match perso 2-0 contro l'Ingolstadt 04.

## Statistiche

### Presenze e reti nei club
Statistiche aggiornate al 26 luglio 2017.
| Stagione             | Squadra              | Campionato           | Campionato | Campionato | Coppe nazionali | Coppe nazionali | Coppe nazionali | Coppe continentali | Coppe continentali | Coppe continentali | Altre coppe | Altre coppe | Altre coppe | Totale | Totale |
| Stagione             | Squadra              | Comp                 | Pres       | Reti       | Comp            | Pres            | Reti            | Comp               | Pres               | Reti               | Comp        | Pres        | Reti        | Pres   | Reti   |
| -------------------- | -------------------- | -------------------- | ---------- | ---------- | --------------- | --------------- | --------------- | ------------------ | ------------------ | ------------------ | ----------- | ----------- | ----------- | ------ | ------ |
| 2014-gen. 2015       | Greuther Fürth       | 2B                   | 2          | 0          | CG              | 2               | 0               |                    | -                  | -                  |             | -           | -           | 4      | 0      |
| gen.-giu. 2015       | Gaziantepspor        | SL                   | 3          | 0          | TK              | 0               | 0               |                    | -                  | -                  |             | -           | -           | 3      | 0      |
| 2015-2016            | Gaziantepspor        | SL                   | 31         | 3          | TK              | 6               | 0               |                    | -                  | -                  |             | -           | -           | 37     | 3      |
| 2016-2017            | Gaziantepspor        | SL                   | 15         | 1          | TK              | 6               | 2               |                    | -                  | -                  |             | -           | -           | 21     | 3      |
| Totale Gaziantepspor | Totale Gaziantepspor | Totale Gaziantepspor | 49         | 4          |                 | 12              | 2               |                    | -                  | -                  |             | -           | -           | 61     | 6      |
| Totale carriera      | Totale carriera      | Totale carriera      | 51         | 4          |                 | 14              | 2               |                    | -                  | -                  |             | -           | -           | 65     | 6      |